# Sportring 1910 Sonneberg
Sportring 1910 Sonneberg was een Duitse voetbalclub uit Sonneberg, Thüringen.

## Geschiedenis
De club werd in 1910 opgericht en speelde vanaf 1920 in de tweede klasse van de Kreisliga Thüringen. In het eerste seizoen eindigde d club gedeeld tweede in zijn groep samen met SC 06 Oberlind. Na 1923 werd de Kreisliga ontbonden en werd de vooroorlogse Zuid-Thüringse competitie terug opgewaardeerd tot hoogste klasse als Gauliga Südthüringen en promoveerde de club.
De club eindigde steevast in de lagere middenmoot en degradeerde in 1930. De club werd voorlaatste, maar omdat de competitie van elf naar tien clubs herleid werd degradeerden dat seizoen twee teams. Na twee seizoenen kon de club opnieuw promotie afdwingen en werd laatste. 
In 1933 werd de competitie geherstructureerd. De Midden-Duitse bond werd ontbonden en de vele competities werden vervangen door de Gauliga Mitte en Gauliga Sachsen. Uit Zuid-Thüringen kwalificeerde enkel de kampioen zich voor de Gauliga Mitte en voor de Bezirksklasse Thüringen, die de nieuwe tweede klasse werd, kwalificeerden zich slechts twee teams. De club zou normaliter verder spelen in de Kreisklasse, die de derde klasse werd maar de club besloot zich aan te sluiten bij 1. SC Sonneberg 04.